# Encáustica

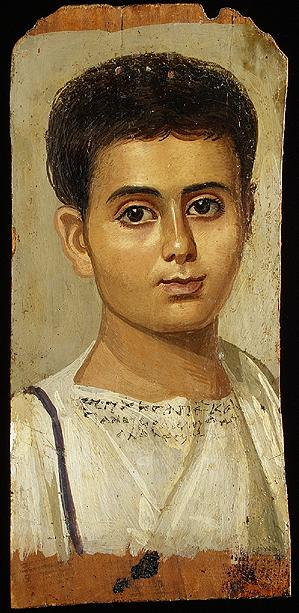
Retrato funerário de rapaz, Antigo Egipto, técnica de encáustica.

Encáustica (deriva do grego enkausticos, gravar a fogo) é uma técnica de pintura que se caracteriza pelo uso da cera como aglutinante dos pigmentos e pela mistura densa e cremosa. A pintura é aplicada com pincel ou com uma espátula quente. É uma técnica muito resistente, bastando ver a quantidade de pinturas que resistiram ao tempo.

## História
A encáustica é uma técnica conhecida e utilizada desde a Idade Antiga. Os romanos e os gregos usavam-na muito. Plínio, o Velho, descreve o uso da encáustica sobre o marfim, técnica que já então era considerada antiga. Ele também conta como é uma boa técnica para rematar a fabricação de um barco por ser muito dura e resistente ao sal e às intempéries.
Na região de Faium, norte do Egito, descobriram-se retratos de grande força expressiva, em sarcófagos de madeira, realizados em encáustica, com datação dos séculos I e II. Também alguns murais descobertos em Pompeia são feitos com essa técnica.
No começo da Idade Média também é usada, e, mais tarde, no Oriente e no âmbito cristão, é o procedimento mais utilizado para elaborar os ícone. Um bom exemplo de ícone em encáustica é o da Virgem entronizada com o Menino Jesus do Mosteiro Ortodoxo de Santa Catarina do monte Sinai, no Egito. Durante os séculos seguintes e a partir do VIII e do IX esta técnica cai em desuso até que reaparece nos séculos XVIII e XIX, especialmente na Inglaterra e França. O pintor francês Eugène Delacroix utiliza em muitas de suas obras algumas cores previamente misturadas com cera.
A encáustica também é usada por artistas do século XX, como Jasper Johns, Mauricio Toussaint, Diego Rivera, Georges Rouault e João Queiroz.

## Preparação
A preparação era feita misturando-se cera com pigmentos coloridos a uma solução que se obtinha com as cinzas de madeira e água (solução alcalina de carbonato e bicarbonato de potássio ou de sódio). A esta combinação misturava-se cola ou resina. Esquentava-se a superfície a pintar e também as espátulas. Às vezes fazia-se primeiro a base gravando-a com a espátula quente e depois enchia-se a incisões com o preparado de pintura.
Nos últimos anos a técnica tem ganhado destaque, agora com instrumentos mais modernos, como braseiros elétricos e maçaricos. Os materiais também sofreram adaptações, sendo usadas a cera de abelha refinada, a cera de damar, a parafina e a cera de carnaúba. Os suportes usado são a parede de alvenaria, as placas de madeira e, atualmente, a tela.